# Manhattan Project National Historical Park
Manhattan Project National Historical Park je národní historický park Spojených států amerických připomínající projekt Manhattan, který společně spravují National Park Service a Department of Energy (DoE). Z několika desítek míst vztahujících se k projektu Manhattan byly vybrána tři místa, které patří mezi historicky a jinak nejvýznamnější. Historický park se skládá z těchto částí:  bývalý „Site X“ v Oak Ridge, Tennessee, „Site W“ v Hanfordu, stát Washington a „Site Y“ neboli Los Alamos a jeho národní laboratoř v Novém Mexiku. 
Vytvoření Manhattan Project National Historical Park bylo slavnostně vyhlášeno 10. listopadu 2015, kdy ministryně vnitra Sally Jewellová a ministr energetiky Ernest Moniz podepsali memorandum o dohodě, které vymezilo role, jež obě agentury při správě parku mají.

## Vznik a správa
Ministerstvo energetiky vlastnilo a spravovalo většinu nemovitostí nacházejících se v těchto třech různých lokalitách. Ministerstvo více než deset let spolupracovalo se Správou národních parků a federálními, státními a místními úřady a agenturami se záměrem přeměnit významná místa v národní historický park. Po několikaletém průzkumu těchto tří lokalit a posouzení pěti dalších možných variant obě instituce oficiálně doporučily zřízení historického parku v lokalitách Hanford, Los Alamos a Oak Ridge.
Ministerstvo energetiky tato místa nadále spravuje a vlastní, zatímco Správa národních parků poskytuje služby, zajišťuje návštěvnická centra a strážce parku. Po dvou neúspěšných pokusech o schválení zákona o zřízení parku v Kongresu v letech 2012 a 2013 Sněmovna reprezentantů a Senát nakonec v prosinci 2014 zákon schválily a prezident Barack Obama ho krátce nato podepsal, čímž Manhattan Project National Historical Park definitivně vznikl.

## Přístupná místa

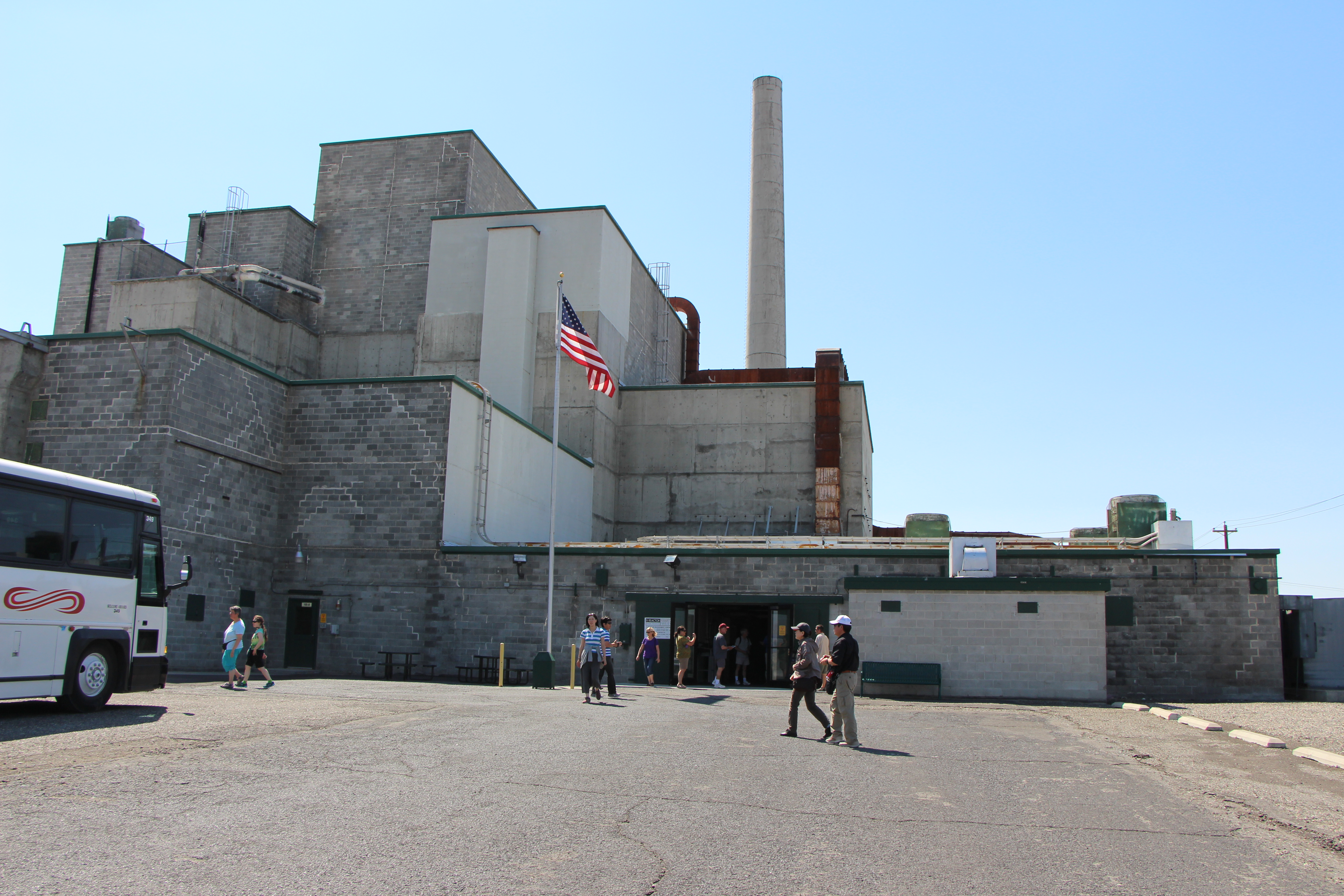
Hanford, stát Washington: exteriér reaktoru Hanford B

Manhattan Project National Historical Park chrání mnoho budov, staveb a dochovaných technologických zařízení spojených s projektem Manhattan, ale jen některé jsou z bezpečnostních, technických a dalších důvodů přístupné turistům. Lze navštívít následující lokality a objekty v těchto místech.

### Hanford, stát Washington
- B Reactor National Historic Landmark: úkolem tohoto reaktoru byla výroba plutónia z neobohaceného uranu. Autobusové exkurze, nutná rezervace předem (viz obrázek budovy reaktoru).
- Bývalá Hanford High School v někdejším města Hanford + Hanford Construction Camp Historic District.
- Bruggemannův Agricultural Warehouse Complex.
- White Bluffs Bank + Hanford Irrigation District Pump House.[5]

### Los Alamos, Nové Mexiko

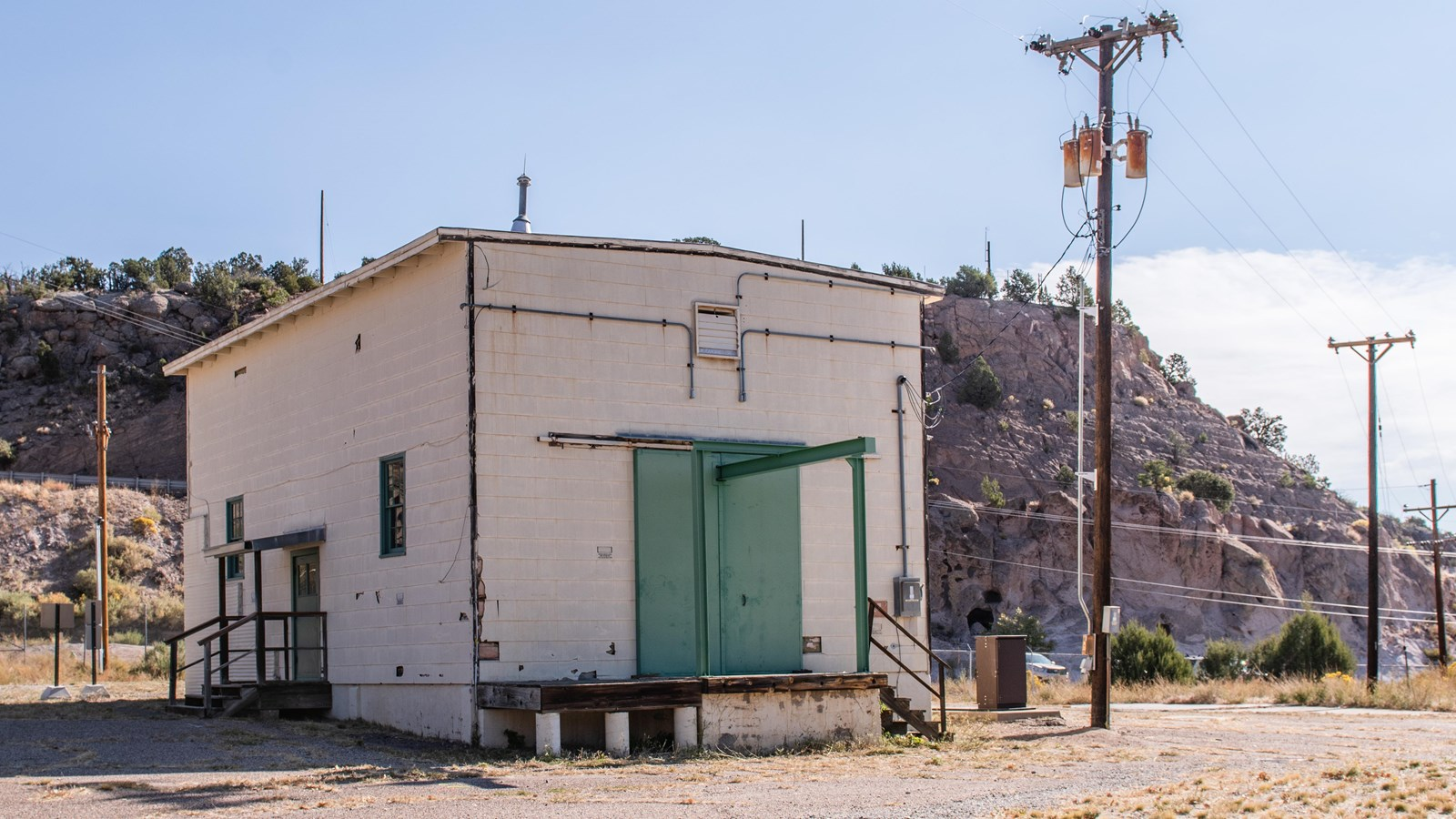
Los Alamos: Slotin Building

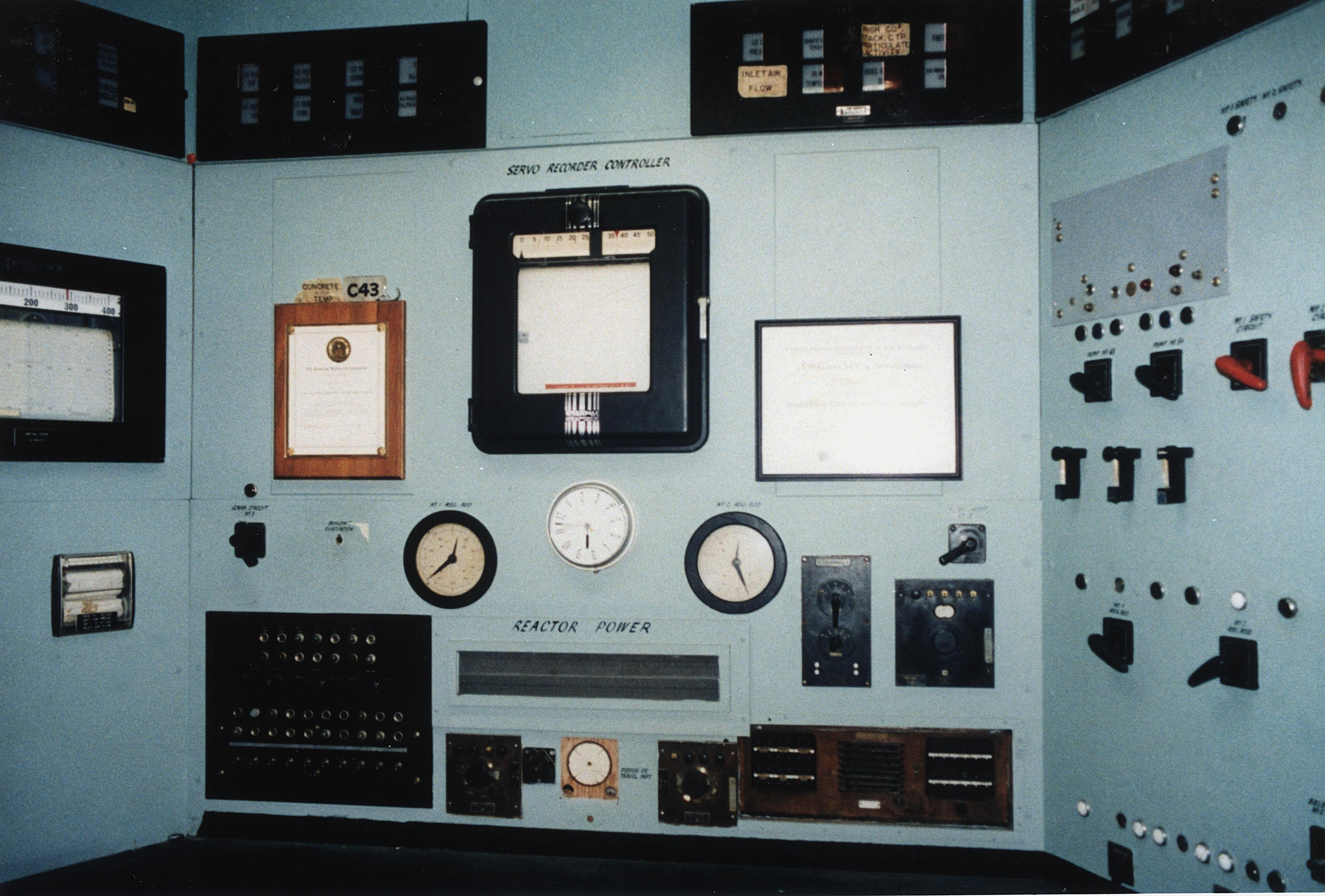
Oak Ridge: řídící panel grafitového reaktoru X-10

Několik budov spojených s projektem Manhattan v Los Alamos bylo nejprve v roce 1965 prohlášeno za národní historickou památku (National Historic Landmark).  V roce 2015 pak byly vybrané objekty začleněny do nově vzniklého Manhattan Project National Historical Park. 
Ve městě Los Alamos je ve vymezené době volně dostupné návštěvnické centrum (Los Alamos Visitor Center for the Manhattan Project NHP), které podrobně mapuje historii projektu Manhattan, se zaměřením na místa ve státě Nové Mexiko. Návštěvnické centrum se nachází na adrese 475 20th Street v centru Los Alamos,  v budově Los Alamos Community Building (vedle Los Alamos Teen Center) a je otevřeno od pátku do pondělí od 10 do 15 hodin. 
Kromě toho turisté mohou navštívit několik objektů na pozemcích nedaleké Národní laboratoře Los Alamos, které jsou přístupné pouze prostřednictvím speciálních autobusových exkurzí, které organizuje Ministerstvo energetiky Spojených států. 
- Gun Site Facilities: tři bunkry (TA-8-1, TA-8-2 a TA-8-3) a přenosná strážní bouda (TA-8-172).
- V-Site Facilities: TA-16-516 a TA-16-517 montážní budovy.
- Pajarito Site: TA-18-1 Slotin Building, TA-8-2 Battleship Control Building a TA-18-29 Pond Cabin.

Již není součástí historického parku, ale turisté kromě toho mohou navštívit také vybrané objekty v rámci bývalé rančerské školy (Los Alamos Ranch School). Objekty této školy odkoupila v roce 1942 armáda a jde o první místo využité pro nově vznikající město Los Alamos. V domě pro hosty nyní sídlí Historické muzeum Los Alamos a je zde rozsáhlá expozice o historii školy a skautingu. Sousední původní Fuller Lodge je rovněž přístupná pro návštěvníky, často slouží také pro setkání nebo svatby (a Fuller Lodge byla v roce 2022 využita také pro natáčení filmu Oppenheimer, stejně jako některé další autentické objekty v Los Alamos). V jižním křídle u Central Avenue sídlí Los Alamos Art Center.

### Oak Ridge, Tennessee
American Museum of Science and Energy v Oak Ridge nabízí autobusové exkurze do několika významných budov, které byly součástí Clinton Engineer Works: 
- Grafitový reaktor X-10: druhý experimentální reaktor (po Chicago Pile-1), první který umožňoval udržet řetězovou reakci dlouhodobě (viz obrázek řídícího panelu reaktoru).
- Budovy 9731 a 9204-3 v komplexu Y-12: sloužil k obohacení uranu metodou elektromagnetické separace.
- East Tennessee Technology Park, nacházející se v Budově K-25. Ta sloužila k obohacení uranu metodou plynné difúze (která byla efektivnější i úspornější než metoda elektromagnetické separace).